# Morena Lentochka
Die Morena Lentochka (englische Transkription von russisch Морена Ленточка Morena Lentotschka, deutsch ‚Bandmoräne‘) ist eine Moräne im ostantarktischen Mac-Robertson-Land. In den Prince Charles Mountains liegt sie südlich des Fisher-Gletschers.
Russische Wissenschaftler benannten sie deskriptiv.